# Paul Brébant
Pour les articles homonymes, voir Paul Brébant (parolier) et Brébant.
Paul Brébant, né le 30 mai 1822 et mort le 22 mai 1892 à Paris, est un chef cuisinier et restaurateur français.

## Biographie
Paul Auguste Brébant est le fils de Francois Nicolas Brébant (1793-1846), restaurateur, et Françoise Antoinette Mélanie Lalos.
Il succède à son père en 1845, en dirigeant le restaurant de la Rue d'Aboukir.
En 1863, il acquiert le Restaurant Vachette (établissement de Joseph Vachette). Il délaisse l'activité hôtelière ainsi que le café, et étend le restaurant sur les trois étages du bâtiment qui devient rapidement Le Brébant.
Il épouse à Creil en 1869, Marie Aimée Adrienne Bounicard. La même année, Hippolyte Poulain, le secrétaire de la Goguette du Poulet sauté, parle ainsi de lui dans un article : « Brébant, le maître-queux, le général en chef des restaurants ».
Ernestine-Laure Brébant, sœur de Paul Brébant a épousé en 1846 un autre restaurateur : Modeste Magny, chez lequel ont lieu les fameux Dîners Magny. Après la mort de Sainte-Beuve, ce dîner a lieu chez Brébant.
Ami de tous les artistes, Paul Brébant est surnommé le restaurateur des lettres. Le rez-de-chaussée de l'établissement reçoit les Parisiens dont la profession surtout amène à diner au restaurant. Aux étages, salons et cabinets particuliers permettent de s'isoler ou se retrouver tard dans la nuit, alors que la plupart des autres restaurants sont déjà fermés.
Sa mère est morte durant l'année 1873. Elle est enterrée dans le cimetière de Montmartre.
En 1882, le Diner des Prix de Rhum est fondé, il fera partie des nombreux diners Brébant.
Lorsque son établissement cesse de prospérer, il vend le restaurant à la Société des bouillons parisiens. Cette société tombe en faillite frauduleuse, emmenant Brébant dans une pauvreté.
Il est mort à l'âge de 69 ans, d'une congestion cérébrale, à son domicile du 24 boulevard Poissonnière.
Il est inhumé dans le caveau familial du cimetière de Montmartre. Son épouse quitte désormais le boulevard pour s'installer à Enghien.